# INDOS
INDOS S.A. – polskie przedsiębiorstwo, specjalizujące się w finansowaniu i świadczeniu usług finansowych dla małych i średnich przedsiębiorstw. Siedziba firmy mieści się w Chorzowie przy ul. Kościuszki 63. Spółka działa od 1991 i prowadzi działalność w formie spółki akcyjnej. 
W 2012 obligacje korporacyjne spółki zadebiutowały na rynku CATALYST. Do 2022 w ofercie publicznej i niepublicznej spółka wyemitowała 21 serii obligacji, których wartość wyniosła ponad 100 mln zł. 17 z tych serii zostało już terminowo wykupionych. 
Od 2016 akcje spółki są notowane na alternatywnym rynku akcji GPW – NewConnect.